# Ludwig Dreifuß
Ludwig Dreifuß (* 28. August 1883 in München; † 15. April 1960 in Murnau am Staffelsee) war ein deutscher Rechtsanwalt und Politiker. 1945/46 war er kommissarischer Bürgermeister von Augsburg.

## Leben
Nach seinem Studium der Rechtswissenschaften in Erlangen und München arbeitete Dreifuß ab 1911 als Rechtsanwalt in Augsburg. Im Ersten Weltkrieg leistete an der Front seinen Dienst bei der Artillerie. Zu Beginn der 1920er Jahre trat er der SPD bei. 1933, 1934 und 1938 wurde er wegen seiner jüdischen Herkunft in Schutzhaft genommen. Am 30. November 1938 entzog man ihm endgültig die Zulassung als Rechtsanwalt. Er konnte die Zulassung nur deshalb so lange behalten, weil er in einer Mischehe lebte. 1938 schickte er seinen zu diesem Zeitpunkt 15-jährigen Sohn in die Vereinigten Staaten. Im Februar 1945 wurde Dreifuß schließlich in das KZ Theresienstadt deportiert.
Nach dem Ende des Zweiten Weltkrieges kehrte er als einziger Überlebender von vier Geschwistern am 26. Juni 1945 nach Augsburg zurück und wurde am 1. September 1945 von der amerikanischen Militärregierung zum kommissarischen Oberbürgermeister der Stadt Augsburg ernannt. Vermutlich aus gesundheitlichen Gründen trat er sein Amt erst am 11. September 1945 an. 1946 war er Mitglied der Verfassunggebenden Landesversammlung in Bayern. Ebenfalls von 1946 bis 1948 war er, nachdem die CSU die Stadtratsmehrheit erreicht hatte, als Sozialdemokrat Zweiter Bürgermeister nach Otto Weinkamm.

## Ehrungen
- Oberbürgermeister-Dreifuß-Straße in Augsburg
- Bundesverdienstkreuz am Bande (7. November 1952)[3]